# Grewia pondoensis
Grewia pondoensis är en malvaväxtart som beskrevs av Karl Ewald Maximilian Burret. Grewia pondoensis ingår i släktet Grewia och familjen malvaväxter. Inga underarter finns listade i Catalogue of Life.